# Rafer Johnson
Pour les articles homonymes, voir Johnson.
Rafer Lewis Johnson, né le 18 août 1934 à Hillsboro au Texas et mort le 2 décembre 2020 à Sherman Oaks, est un athlète américain pratiquant le décathlon. Il s'est illustré en remportant le titre olympique en 1960 et en améliorant à trois reprises le record du monde de la spécialité. Il allume la vasque olympique lors des Jeux olympiques d'été de 1984 de Los Angeles.

## Carrière sportive
Natif de la petite ville d'Hillsboro, au Texas, Rafer Johnson révèle son potentiel athlétique à la High School de Kingsburg où il s'adonne au baseball, au football américain et au basket-ball, avant de s'orienter vers le décathlon, suivant la voie du double champion olympique Bob Mathias. Il participe à sa première compétition en 1954, lors d'un meeting organisée par l'université de Californie à Los Angeles. Le 11 juin 1955, pour sa quatrième compétition officielle seulement dans cette discipline, il améliore le record du monde de Mathias avec 7 985 points. Quelques mois plus tôt, il remportait son premier titre majeur lors de la finale des Jeux panaméricains de Mexico. L'année suivante, lors des Jeux olympiques de 1956 de Melbourne, Johnson remporte la médaille d'argent du concours du décathlon, derrière son compatriote Milton Campbell, et ce malgré une blessure au genou contractée en tout début de compétition. Poursuivant la pratique du basket-ball entre 1957 et 1960, il livre par ailleurs sur les pistes d'athlétisme de véritables duels avec le Soviétique Vasily Kuznetsov. Lors du tout premier match États-Unis-Union soviétique du 28 juillet 1958 à Moscou, Johnson reprend son record du monde battu quelques jours plus tôt par Kuznetsov, en réalisant un total de 8 302 points. Victime d'un accident de la route en 1959, l'Américain est contraint de s'éloigner des stades et voit le Soviétique lui ravir à nouveau son record en milieu de saison.
Le 9 juillet 1960, lors du meeting d'Eugene, Rafer Johnson s'empare à nouveau du record du monde du décathlon en réalisant la performance de 8 683 points, devançant notamment le Taïwanais Yang Chuan-Kwang, son camarade d'université. Lors des Jeux olympiques de Rome en septembre, les deux hommes se livrent durant les deux journées de compétition un duel acharné remporté finalement par Johnson au terme du 1 500 mètres, dixième et dernière épreuve du concours. Il établit à l'occasion un nouveau record olympique avec 8 392 points, et ne devance Yang que de 58 points.
Âgé de 25 ans seulement, Rafer Johnson décide de mettre un terme à sa carrière d'athlète à l'issue de la saison 1960 pour laquelle il est désigné athlète de l'année par l'Associated Press.

## Retraite et reconversion
Johnson a participé en tant qu'acteur à plusieurs films entre 1960 et 1989.
En 1968, il soutient la candidature du sénateur Robert Kennedy pour les élections présidentielles américaines. Présent lors de l'assassinat de celui-ci le 5 juin 1968, il aida à maitriser le meurtrier Sirhan Sirhan.
Durant les années 1970, Johnson a été membre de la commission nationale d'athlétisme des États-Unis, et fut élu membre de l'USA Track & Field Hall of Fame en 1974. En 1984, il est le dernier porteur de la flamme olympique lors de la cérémonie d'ouverture des Jeux olympiques de Los Angeles.
Il est élu au Temple de la renommée de l'athlétisme des États-Unis en 1974.

## Famille
Il est le père de la joueuse de beach-volley Jenny Johnson Jordan.

## Palmarès

### Jeux olympiques d'été
- Jeux olympiques de 1956 à Melbourne :
  -  Médaille d'argent du décathlon
- Jeux olympiques de 1960 à Rome :
  -  Médaille d'or du décathlon

### Jeux panaméricains
- Jeux panaméricains 1955 à Mexico :
  -  Médaille d'or du décathlon

## Records
- Record du monde du décathlon avec 7 985 points, le 11 juin 1955, à Kingsburg
- Record du monde du décathlon avec 8 302 points, le 28 juillet 1958, à Moscou
- Record du monde du décathlon avec 8 683 points, le 9 juillet 1960, à Eugene

## Publications
- (en) Rafer Johnson, The Best that I Can Be: An Autobiography, WaterBrook, 1999, 304 p. (ISBN 978-0385487610)